# Aesti
Les Aesti sont un peuple dont la première mention est faite par l'historien romain Tacite, dans son ouvrage La Germanie, rédigé vers 98 apr. J.-C. L'auteur situe leur territoire à l'est de celui des Suiones (peuple germanique proto-scandinave), localisation qui a suscité de nombreux débats parmi les historiens et archéologues,.